# Awatixa
Awatixa (Amatiha), podpleme i selo Hidatsa Indijanaca s južne obale rijeke Nož (Knife River), pola milje od njezinog ušća u Sjevernoj Dakoti. Selo Awatixa (danas Sakakawea Site) podigli su 1796. doselivši se iz sela Awatixa Xi'e što je po svoj prilici uzrokocala prethodna epidemija boginja koja je pogodila Mandane i Hidatse. Ni u novom selu neće dugo biti na miru, godine 1834. zapalili su ga ratoborni Siouxi. Tri godine kasnije (1837) nova epidemija boginja gotovo potpuno uništava Mandane i Hidatse, a broj im s izvornih 7,000 pada na nekoliko stotina. Tjerani Siouxima i bolestima ostaci Amatiha, Amahamija i Hidatsa napuštaju rijeku Nož. Udružit će se 1845. i osnovat novo selo poznato kao Like-a-Fishhook Village, a 1862. priključuju im se i Arikare, strano pleme srodno Pawneejima. Izgradnja brane Garrison prouzročit će 1880.-tih novu seobu, pa će tri plemena Hidatsa, Arikara i Mandan svoj put završiti na rezervatu Fort Berthold, gdje se još možda mogu naći potomci Indijanaca Awatixa.

## Vanjske poveznice
- Awatixa Village (Ah-wah-TEE-khah) (Sakakawea Site)
- The Knife River People
- Knife River Indian Villages National Historical Site North Dakota